# 26. Turniej Czterech Skoczni
26. Turniej Czterech Skoczni rozgrywany był od 30 grudnia 1977 do 6 stycznia 1978.
Turniej wygrał  Kari Ylianttila.

## Oberstdorf
Data: 30 grudnia 1977

Państwo:  RFN

Skocznia: Schattenbergschanze

### Wyniki konkursu
| Poz. | Imię i nazwisko  | Narodowość | Punkty |
| ---- | ---------------- | ---------- | ------ |
| 1.   | Matthias Buse    | NRD        | 118,2  |
| 2.   | Martin Weber     | NRD        | 110,1  |
| 3.   | Kari Ylianttila  | Finlandia  | 109,3  |
| 4.   | Bernd Eckstein   | NRD        | 105,7  |
| 5.   | Peter Leitner    | RFN        | 105,1  |
| 6.   | Jochen Danneberg | NRD        | 104,7  |
| 7.   | Walter Steiner   | Szwajcaria | 101,3  |
| 8.   | Henry Glaß       | NRD        | 94,8   |
| 9.   | Sakae Tsuruga    | Japonia    | 92,3   |
| 10.  | Per Bergerud     | Norwegia   | 91,9   |

## Garmisch-Partenkirchen
Data: 1 stycznia 1978

Państwo:  RFN

Skocznia: Große Olympiaschanze

### Wyniki konkursu
| Poz. | Imię i nazwisko  | Narodowość     | Punkty |
| ---- | ---------------- | -------------- | ------ |
| 1.   | Jochen Danneberg | NRD            | 235,6  |
| 2.   | Kari Ylianttila  | Finlandia      | 222,2  |
| 3.   | Henry Glaß       | NRD            | 219,6  |
| 4.   | Falko Weißpflog  | NRD            | 218,3  |
| 5.   | Leoš Škoda       | Czechosłowacja | 213,0  |
| 6.   | Matthias Buse    | NRD            | 212,0  |
| 7.   | Bernd Eckstein   | NRD            | 209,0  |
| 8.   | Peter Leitner    | RFN            | 208,6  |
| 9.   | Walter Steiner   | Szwajcaria     | 207,5  |
| 10.  | Jürgen Thomas    | NRD            | 204,8  |

## Innsbruck
Data: 4 stycznia 1978

Państwo:  Austria

Skocznia: Bergisel

### Wyniki konkursu
| Poz. | Imię i nazwisko   | Narodowość | Punkty |
| ---- | ----------------- | ---------- | ------ |
| 1.   | Per Bergerud      | Norwegia   | 247,1  |
| 2.   | Kari Ylianttila   | Finlandia  | 239,1  |
| 3.   | Jouko Törmänen    | Finlandia  | 231,2  |
| 4.   | Falko Weißpflog   | NRD        | 229,2  |
| 5.   | Klaus Tuchscherer | Austria    | 227,3  |
| 6.   | Matthias Buse     | NRD        | 223,3  |
| 7.   | Jari Puikkonen    | Finlandia  | 219,0  |
| 8.   | Martin Weber      | NRD        | 218,5  |
| 9.   | Bernd Eckstein    | NRD        | 218,1  |
| 10.  | Henry Glaß        | NRD        | 217,9  |

## Bischofshofen
Data: 6 stycznia 1978

Państwo:  Austria

Skocznia: Paul-Ausserleitner-Schanze

### Wyniki konkursu
| Poz. | Imię i nazwisko | Narodowość | Punkty |
| ---- | --------------- | ---------- | ------ |
| 1.   | Kari Ylianttila | Finlandia  | 242,3  |
| 2.   | Walter Steiner  | Szwajcaria | 229,0  |
| 3.   | Henry Glaß      | NRD        | 227,9  |
| 4.   | Martin Weber    | NRD        | 227,5  |
| 5.   | Falko Weißpflog | NRD        | 221,1  |
| 6.   | Bernd Eckstein  | NRD        | 220,8  |
| 7.   | Matthias Buse   | NRD        | 219,7  |
| 8.   | Per Bergerud    | Norwegia   | 218,9  |
| 9.   | Harald Duschek  | NRD        | 217,2  |
| 10.  | Jouko Törmänen  | Finlandia  | 209,7  |

## Klasyfikacja generalna
| Poz. | Skoczek         | Kraj       | Punkty |
| ---- | --------------- | ---------- | ------ |
| 1.   | Kari Ylianttila | Finlandia  | 811,9  |
| 2.   | Matthias Buse   | NRD        | 773,3  |
| 3.   | Martin Weber    | NRD        | 760,4  |
| 4.   | Henry Glaß      | NRD        | 760,2  |
| 5.   | Falko Weißpflog | NRD        | 757,3  |
| 6.   | Bernd Eckstein  | NRD        | 753,6  |
| 7.   | Per Bergerud    | Norwegia   | 749,7  |
| 8.   | Walter Steiner  | Szwajcaria | 734,4  |
| 9.   | Jouko Törmänen  | Finlandia  | 727,8  |
| 10.  | Harald Duschek  | NRD        | 718,8  |